# Hornturm (Althofen)

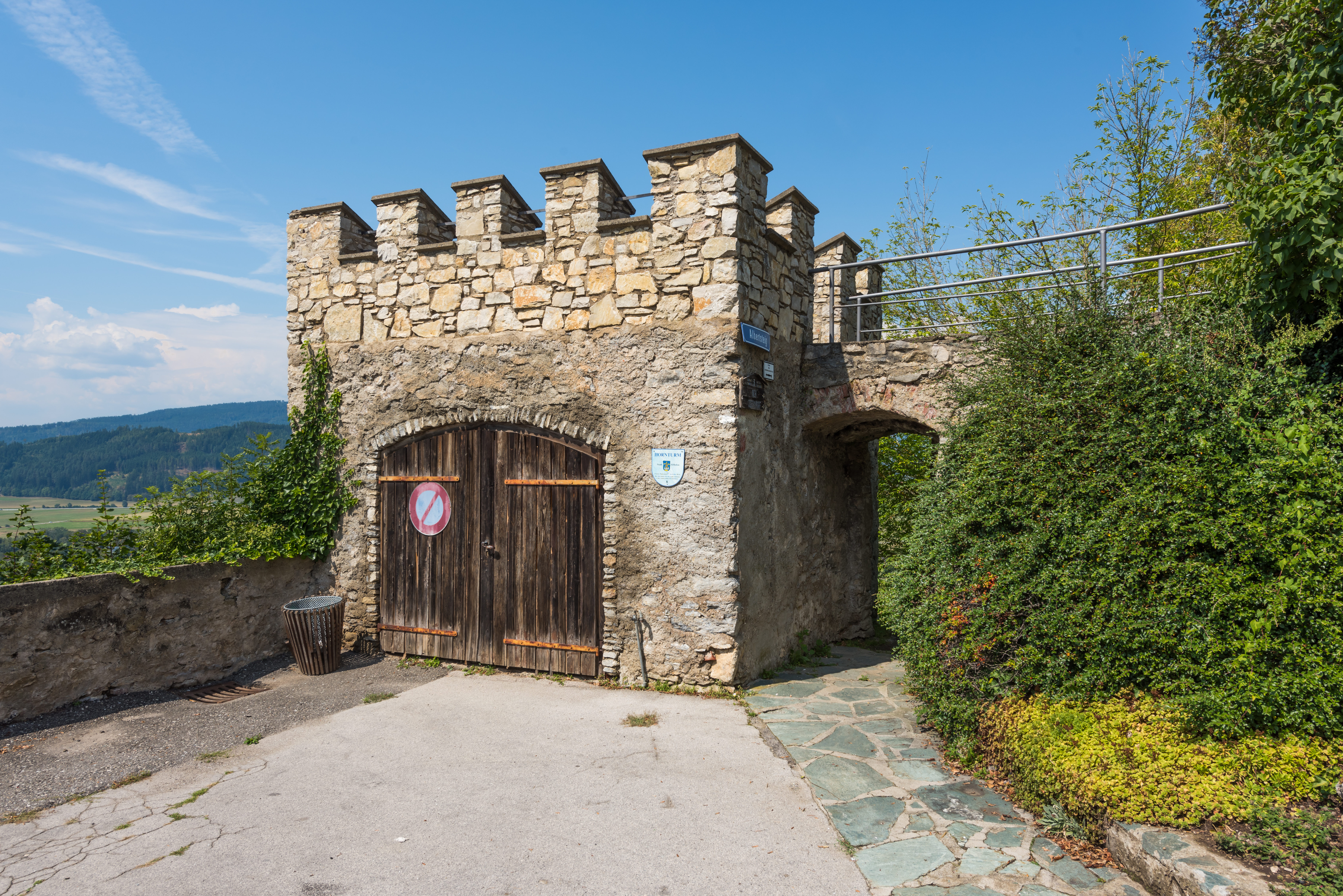
Hornturm in Althofen (2018)

Der Hornturm, auch Aussichtsturm genannt, ist ein wohl im Zuge der Befestigung Althofens im Jahr 1307 errichteter Wehrturm in Kärnten (Österreich).

## Name
Der Name Hornturm ist 1525 erstmals urkundlich bezeugt und bedeutet wohl der am Horn [im Sinne von Felsvorsprung] gelegene Turm.
Heute wird der Turm auch Aussichtsturm genannt, da er eine Aussichtsplattform trägt.

## Geschichte
1278 erlaubte König Rudolf dem Salzburger Erzbischof Friedrich II. als Dank für seine Unterstützung im Kampf gegen König Ottokar, seinen damals noch im heutigen Untermarkt gelegenen Markt Althofen zu befestigen. 
Befestigt wurde 1307 aber der heutige Obere Markt, da der Markt Althofen ebendorthin verlegt wurde.
Wohl im Zuge dessen wurde auch der Hornturm als Teil der Befestigung errichtet. Im letzten Viertel des 19. Jahrhunderts erhielt der Turm anstelle seines Daches eine Aussichtsplattform mit Zinnenkranz, um als Aussichtsturm zu dienen.

## Baubeschreibung
Der denkmalgeschützte Turm misst 4,7 × 5 Meter im Grundriss und ist an der Südwestseite bis zum Ansatz des modernen Zinnenkranzes gut sechs Meter hoch. 1970 wurden das schmale Eingangstor an der Südostseite verbreitert und der Zinnenkranz erneuert.